# Gulella amaniensis
Gulella amaniensis é uma espécie de gastrópode da família Streptaxidae.
É endémica da Tanzânia.